# Il disordine (film 1986)
Il disordine (Désordre) è un film del 1986 diretto da Olivier Assayas.

## Trama
Yvan, Anne e Henri, tre giovani che vivono insieme e sono legati dalla passione per la musica, in una notte di temporale tentano di rubare degli strumenti musicali per la loro band. Il proprietario del negozio, che tenta di fermarli, resta ucciso durante la rapina. Anne, in preda al panico, fugge. Gabriel, Xavier e Marc, gli altri componenti della band, vengono contattati da un'importante casa discografica che è interessata alla loro musica. Xavier ha un incidente d'auto con Yvan e Anne. Xavier ha sentito alla radio del furto e dell'omicidio e accusa Yvan. Poi parte per il servizio militare. Il gruppo parte per Londra dove deve incidere un disco. Nel gruppo le tensioni si fanno sempre più forti, tanto da provocare il suicidio di Yvan che si impicca. Al funerale del ragazzo, i componenti della band si incontrano tutti di nuovo. Anne e Henri, che prima stavano insieme, cercano di ricomporre il loro rapporto, ma Anne decide che è tutto finito. La band deve andare a New York per una registrazione: Henri e Anne cercano di rivedersi di nuovo. Forse torneranno insieme.

## Dichiarazioni del regista
"Certo, ho fatto un film moralista ma con la volontà, sicuramente utopica, di credere che i personaggi abbiano una loro autonomia. Non ho mai chiuso loro le porte. Ho sempre cercato di avere per ognuno di loro comprensione e simpatia. Non li ho voluti giudicare. Soprattutto per il loro delitto. In un certo modo, si pongono le stesse domande che ognuno si pone, sbattono contro le stesse pareti, passano dall'entusiasmo della giovinezza alla preoccupazioni e alle ansie dell'età adulta..." (1986)